# Młynarzowa Czubka

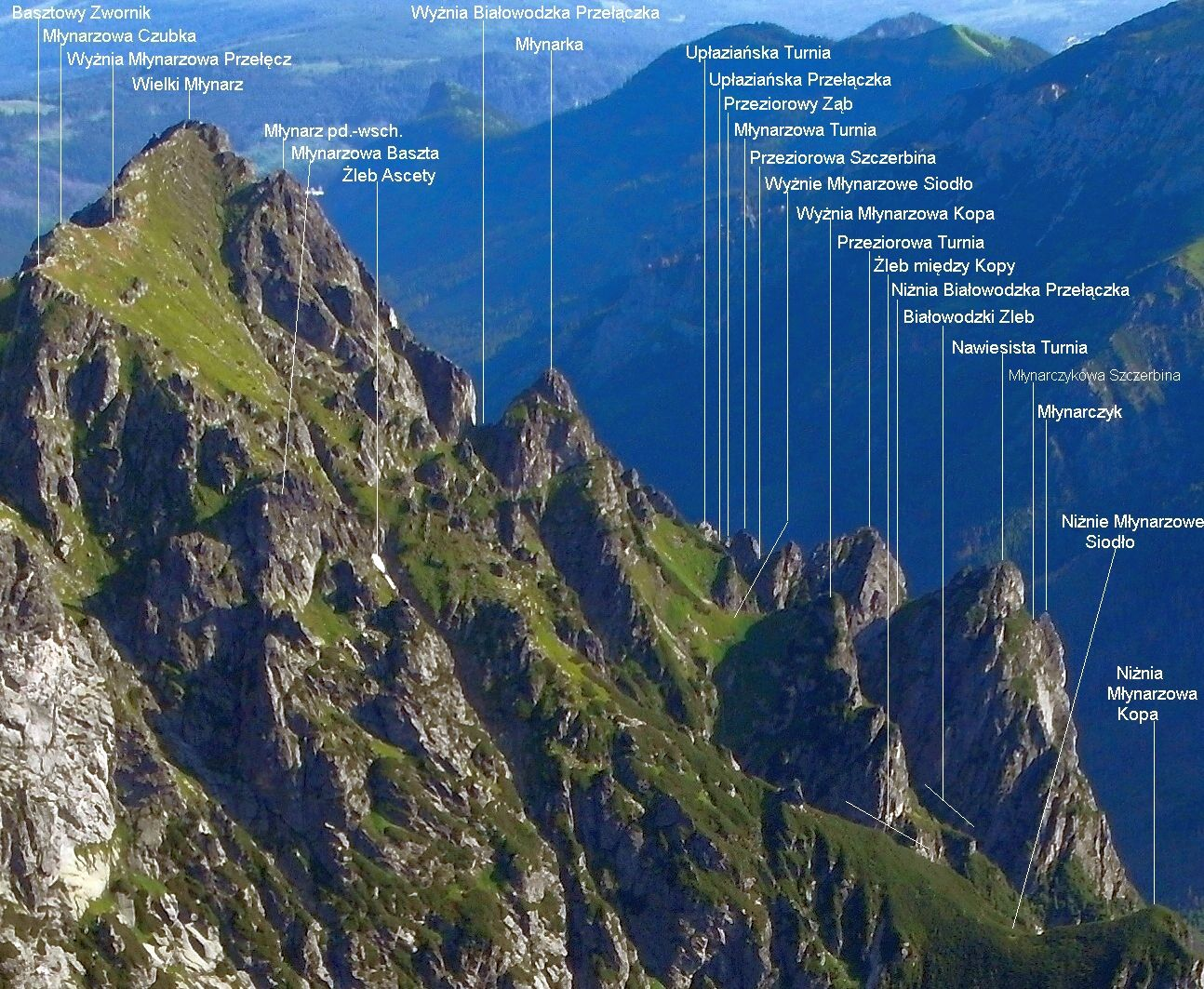
Widok z Ganku

Młynarzowa Czubka (słow. Mlynárova vežička, ok. 2125 m) – mało wybitne wzniesienie w masywie Młynarza w słowackich Tatrach Wysokich. Znajduje się w jego grani głównej, między Wyżnią Młynarzową Przehybą (2125 m) a Wyżnią Młynarzową Przełęczą (2130 m). Jest to pierwsze na południowy zachód wzniesienie od jego najwyższego wierzchołka Wielkiego Młynarza (2170 m). Na południowy zachód, do Doliny Żabich Stawów Białczańskich opada z Młynarzowej Czubki skaliste żebro o deniwelacji około 200 m. Na południowy wschód, do Żlebu Ascety opada niezbyt stromy trawnik.
Nazwę Młynarzowa Czubka nadał Władysław Cywiński. Przejście granią z Młynarzowej Przełęczy przez Młynarzową Czubkę na szczyt Wielkiego Młynarza jest łatwe (0 w skali trudności, 45 min).

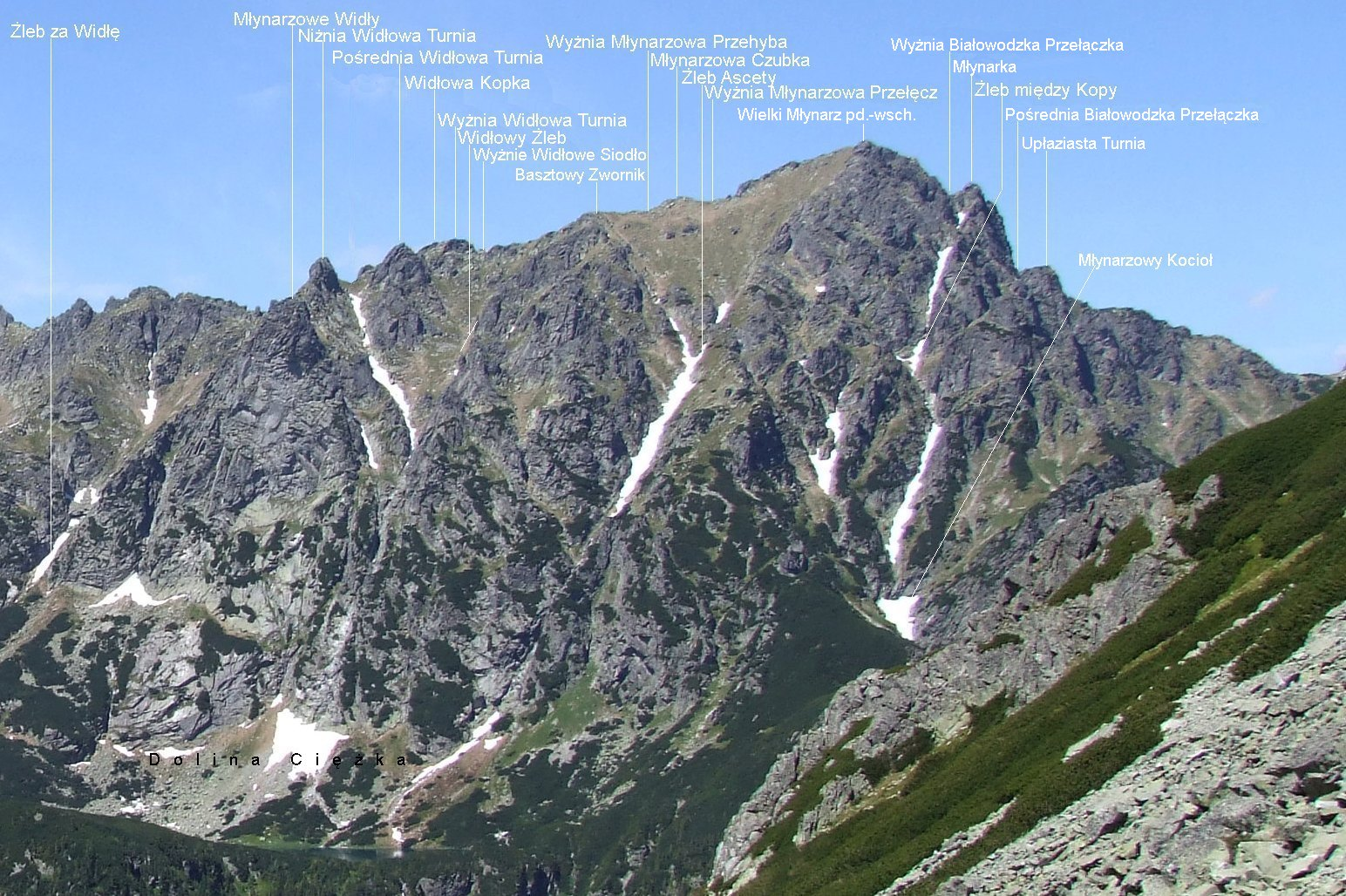
Widok z Doliny Litworowej